# 蒙萨尔维
蒙萨尔维（法語：Montsalvy，法語發音：[mɔ̃salvi]）是法国康塔尔省的一个市镇，位于该省西南部，属于欧里亚克区。

## 地理
蒙萨尔维（44°42'26"N, 2°30'1"E）面积20.29 平方千米，位于法国奥弗涅-罗讷-阿尔卑斯大区康塔爾省，该省份为法国中南部省份，位于法國中央高原中心，北起科雷兹省、上盧瓦爾省和多姆山省，西接洛特省和科雷兹省，南至阿韦龙省和洛特省，东临上盧瓦爾省和洛泽尔省。
与蒙萨尔维接壤的市镇（或旧市镇、城区）包括：勒费勒、圣伊波利特、瑞纳克、拉贝瑟雷特、拉佩吕格、维埃耶维。

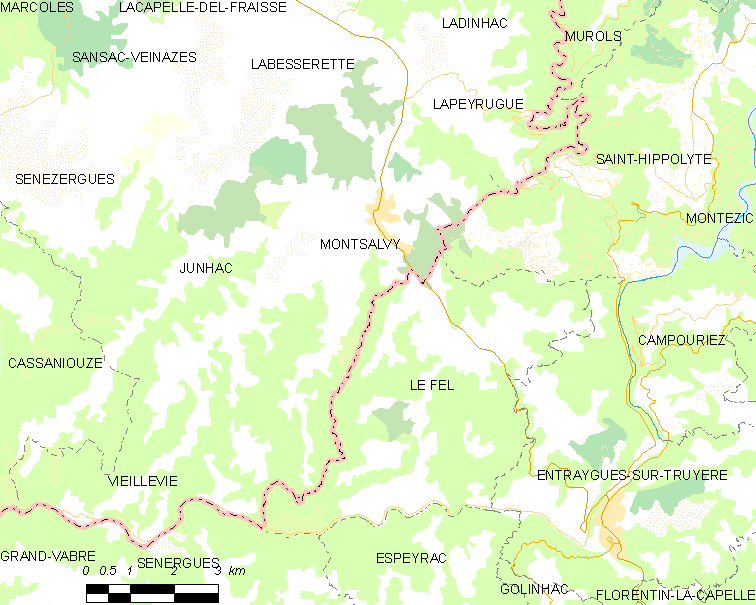
蒙萨尔维的OSM定位图

蒙萨尔维的时区为UTC+01:00、UTC+02:00（夏令时）。

## 行政
蒙萨尔维的邮政编码为15120，INSEE市镇编码为15134。

## 政治
蒙萨尔维所属的省级选区为塞尔河畔阿尔帕容县。

## 人口

1962-2008年间蒙萨尔维人口变化图示

蒙萨尔维于2022年1月1日时的人口数量为832人。